# Псевдовипадкова послідовність
Псевдовипадкові послідовності (числа) — послідовності, що отримуються за цілком невипадковим алгоритмом, але мають властивості, дуже подібні до властивостей реалізацій випадкових чисел.
Псевдовипадкове число — елемент отриманої за певним алгоритмом числової послідовності, властивості якої наближаються до випадкової. Негативною особливістю псевдовипадкових чисел (як імітаційної моделі випадкових чисел) є періодичність отриманої послідовності.

## Отримання
Реалізація статистичних моделей за допомогою обчислювальних машин передбачає можливість отримання достатньою мірою випадкових показників (що є нетривіальним завданням, оскільки електронно-обчислювальна машина працює на основі чітко прописаної логіки та детерміністичного підходу), а також імітацію законів розподілу, що часто використовуються на практиці.
Зазвичай генерування псевдовипадкової послідовності передбачає два етапи. На першому генерують псевдовипадкові числа, що мають рівномірний розподіл на відрізку від нуля до одиниці. На другому цю послідовність перетворюють у послідовність, що має заданий закон розподілу.

### Генерація рівномірно розподілених чисел
Існує ряд методів, які відповідають критеріям перевірки «випадковості» побудови таких чисел з розподілом близьким до рівномірного (хоча ці числа взаємозалежні).
Зазвичай використовують деяке рекурентне співвідношення. Це значить, що кожне наступне число αk+1 утворюють із попереднього αk (або групи попередніх чисел), використовуючи деякий алгоритм, який використовує арифметичні та логічні операції.
Часто застосовується метод остач, який належить до так званих аналітичних методів і полягає в побудові послідовності {αn} згідно із рекурентним співвідношенням αn+1 = Kαn (mod M), де К та M — деякі константи.
Для генерування псевдовипадкових чисел, що мають рівномірний розподіл на відрізку від нуля до одиниці використовують методи:
- метод остач (лінійний конгруентний метод);
- метод середніх квадратів (метод фон Неймана);
- метод трикутного відображення;
- метод логістичного відображення.

### Перетворення в послідовність з заданим розподілом
Для перетворення отриманої послідовності у послідовність псевдовипадкових чисел із заданим законом розподілу використовують загальні та спеціальні методи. Серед загальних можна зазначити методи, що базуються на аналітичному перетворенні елементів вихідної послідовності; метод остач та метод, що базується на заміні заданого закону розподілу східчастою функцією. Ці методи придатні для отримання послідовностей з різними типами законів розподілу. До спеціальних належать алгоритми, що дають змогу перетворити вихідну послідовність у послідовність з конкретним законом розподілу. Кожний з таких алгоритмів придатний лише для отримання псевдовипадкових послідовностей із заданим типом розподілу.
Обов'язковим етапом генерування псевдовипадкових чисел є перевірка періодичності й випадковості отриманої послідовності та її відповідності заданому закону розподілу.

## Дивись також
- Генератор псевдовипадкових чисел
- Список криптографічних алгоритмів